# پیش‌معده

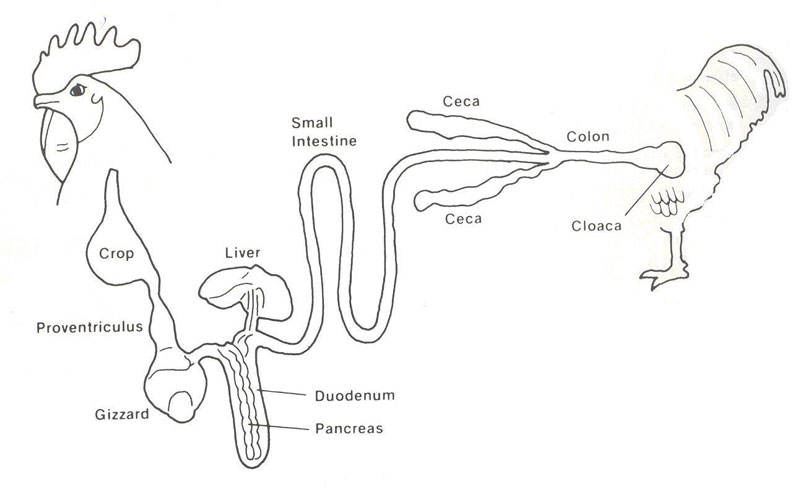
دستگاه گوارش پرنده

پیش‌معده یا پیش‌شکمچه (به انگلیسی: Proventriculus)، بخشی از دستگاه گوارش در پرندگان است این اندام در اثر فرگشت هم‌گرا در بی‌مهرگان و حشرات هم دیده می‌شود. اندامی شبیه این در پستانداران دیده نمی‌شود.
بر پایهٔ دانشنامه انکارتا، پیش‌معده بخش نخست از معدهٔ پرندگان است که آنزیم‌های گوارش پش از ورود غذا به سنگدان با آن مخلوط می‌شود. این اندام فرگشت هم‌گرای سنگدان در حشرات است.
پیش‌معده به عنوان غذای خیابانی در فیلیپین کاربرد دارد. این غذا به صورت سوخاری آماده می‌شود و به آن پِرُبِن یا پِرُوِن می‌گویند.